# Järnvägsled

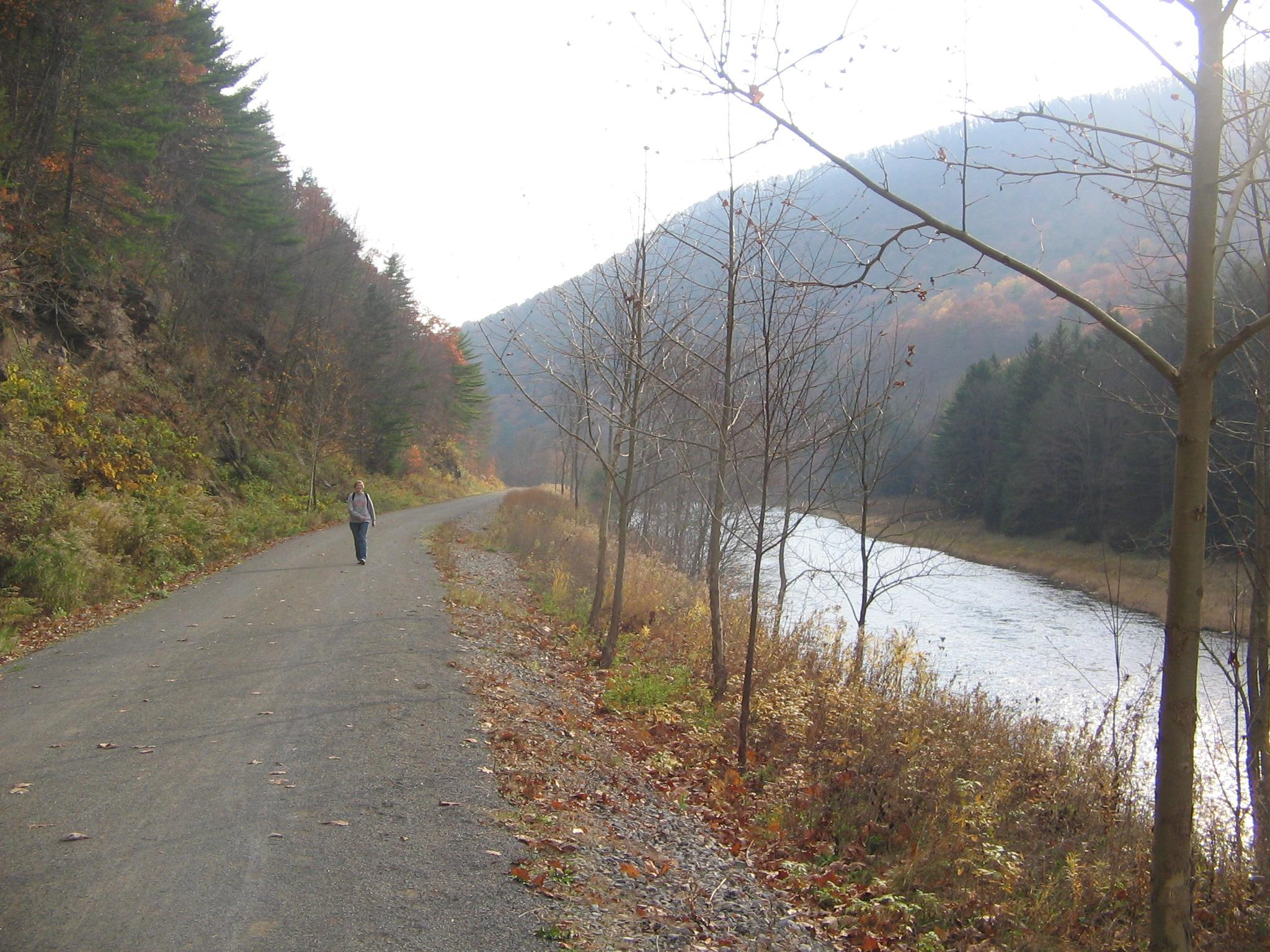
Vandrare på en järnvägsled längs en bäck i Pennsylvania, USA

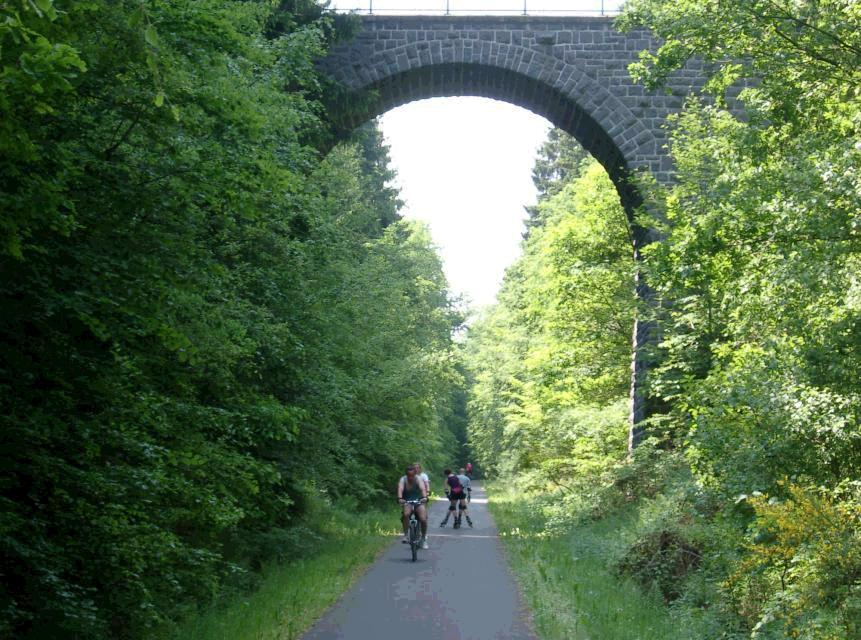
Järnvägsled i Tyskland

En järnvägsled (engelska: Rail trail) är ett gammalt servitut för järnväg där spåren rivits upp och banvallen istället används som cykel- och vandringsled. Järnvägens tidigare dragning på relativt jämn och flack banvall genom naturområden gör att den kan användas för löpning, cykling och ridning. 

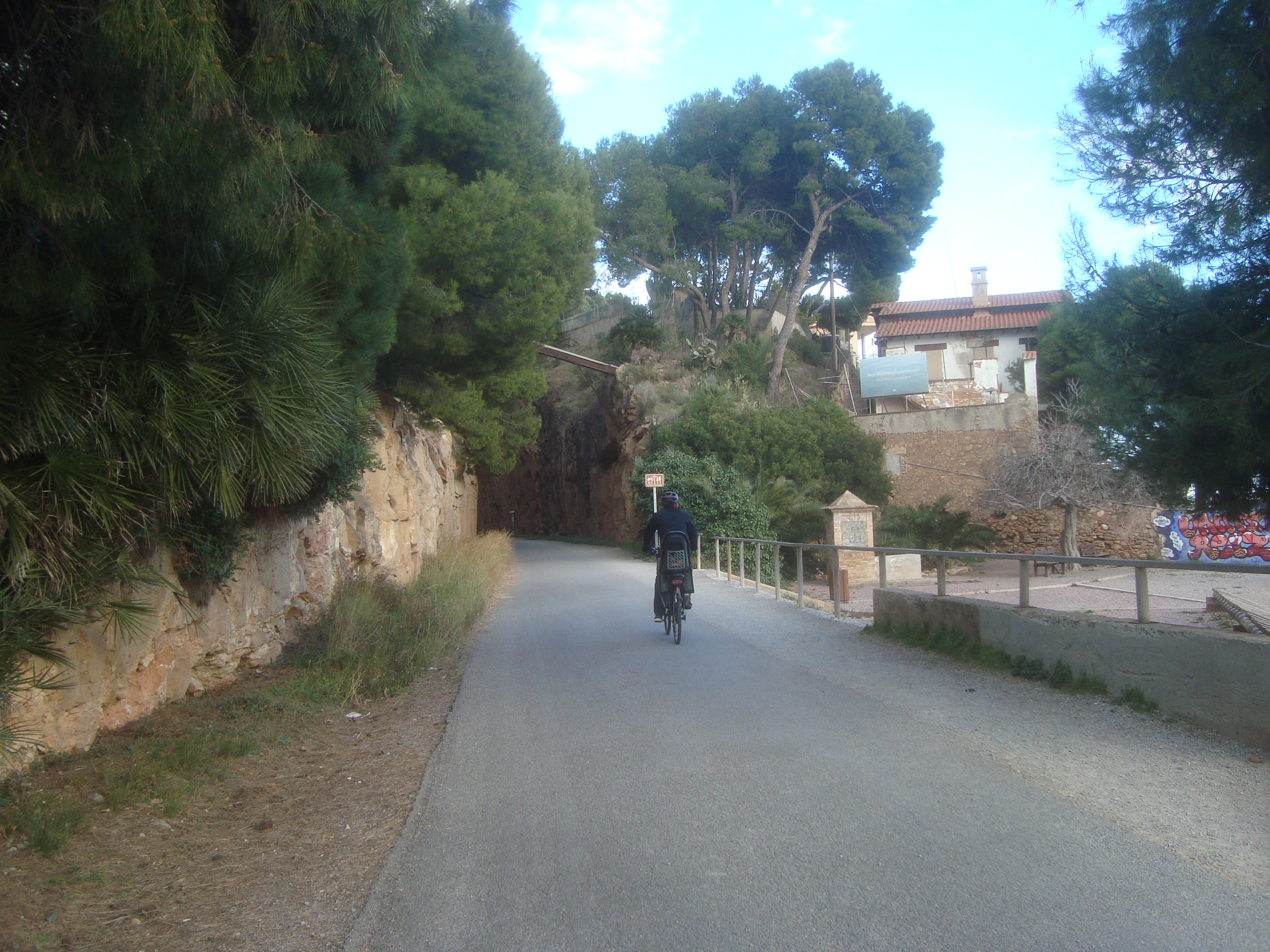
Vía verde del Mar, 5,7 km före Benicasim y Oropesa del Mar (Castellón, Spanien).

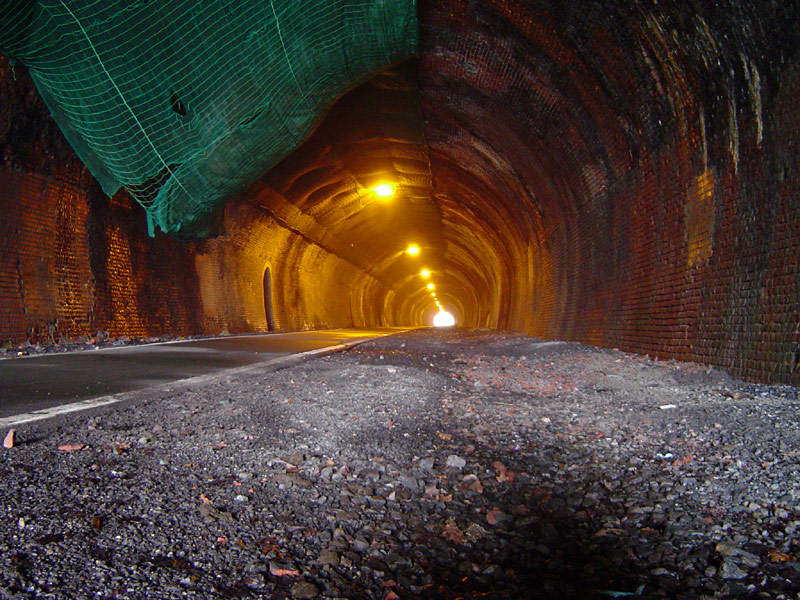
En tidigare järnvägstunnel, nära Houyet, Belgien, nu omvandlad till gång- och cykelstig
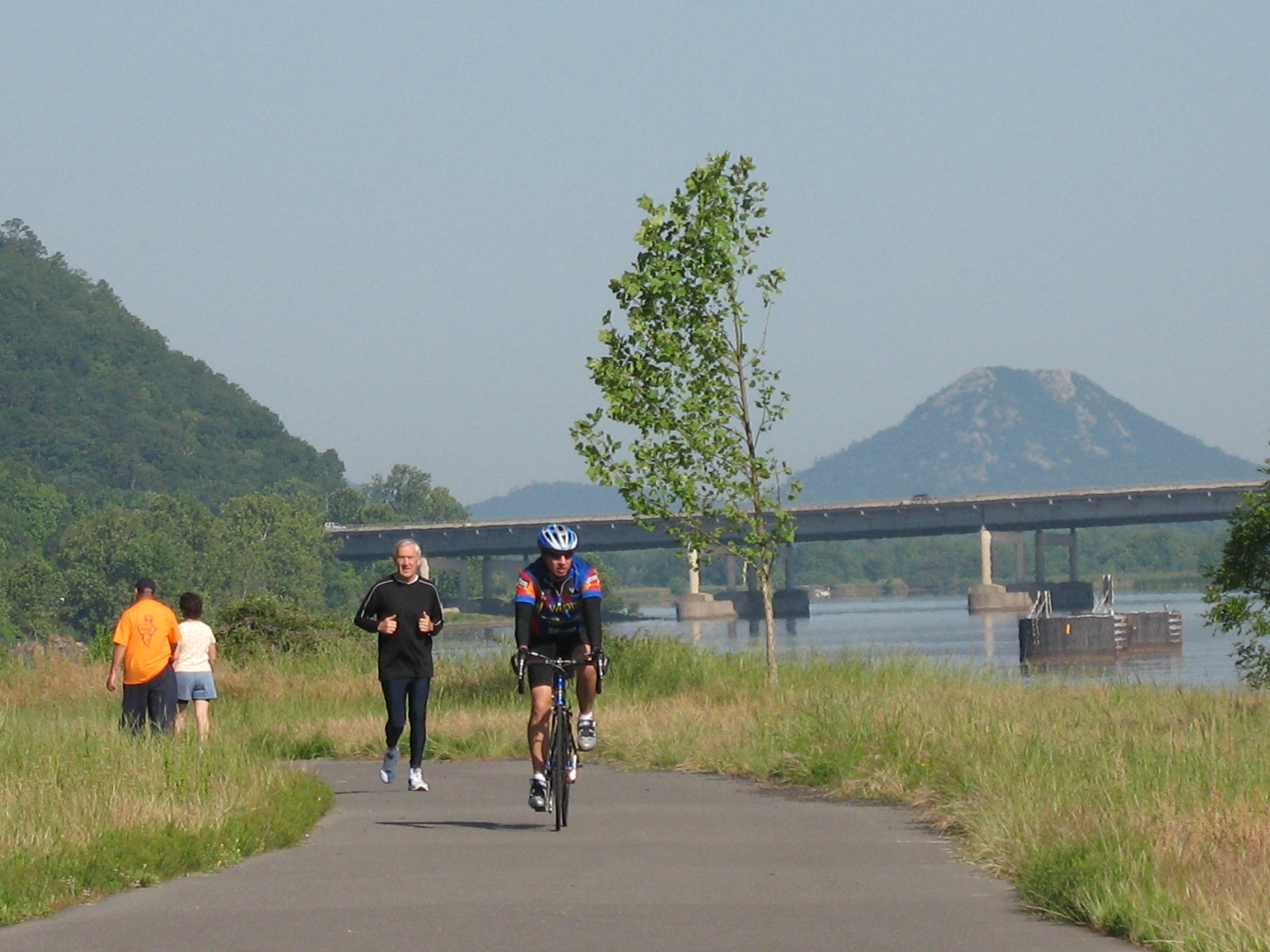
Cyklister och joggare på ett gammalt järnvägsspår längs en flod utanför Little Rock, Arkansas, USA
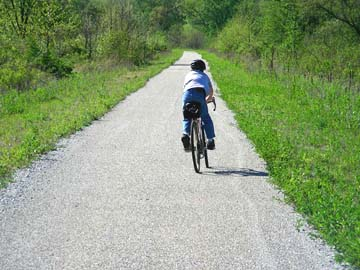
Cyklist på Conotton River Trail i Ohio, USA
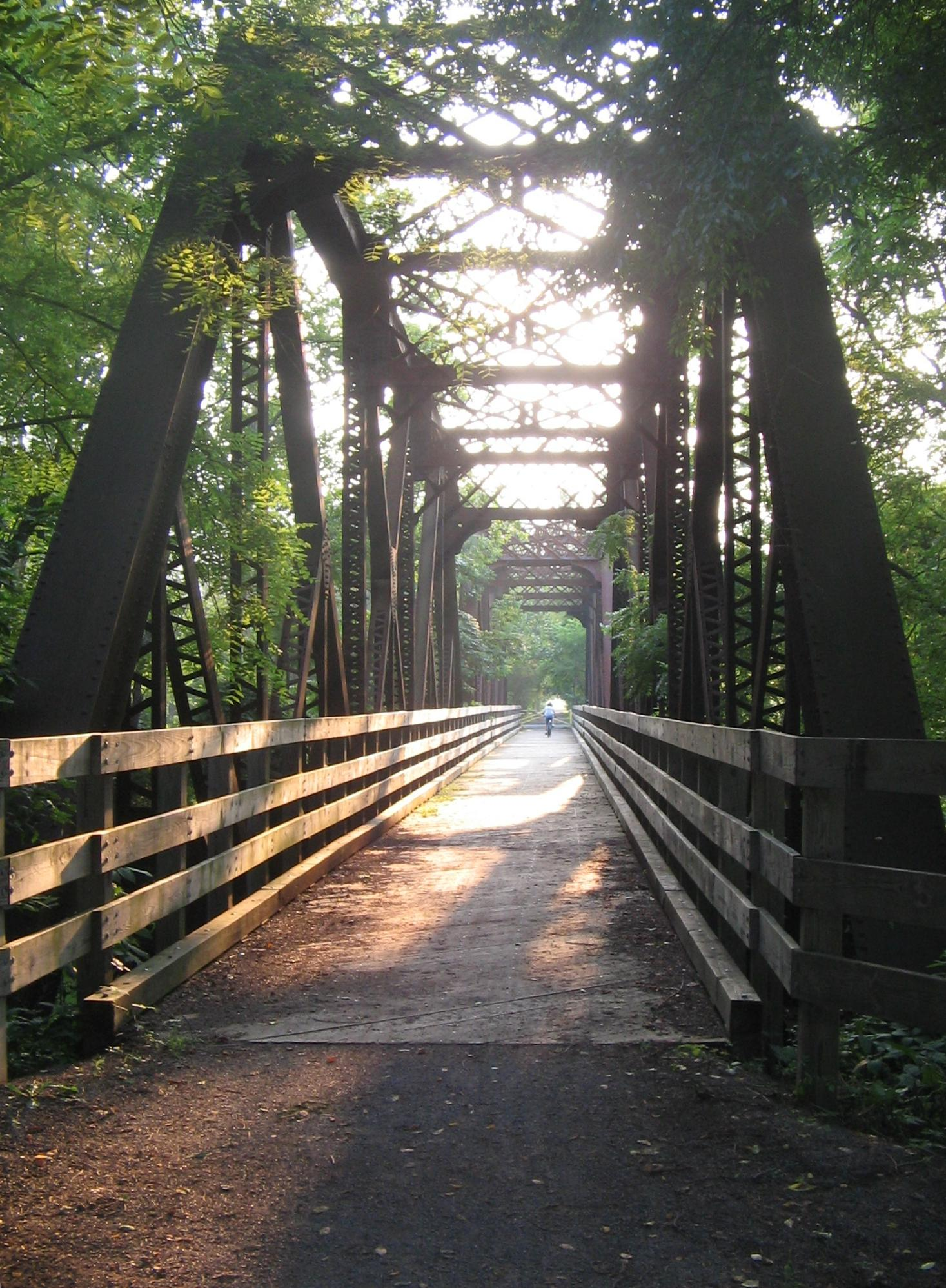
Pine Creek-leden går över en bro som använts till New York Central Railroad när den korsar Little Pine Creek (en bäck) i Waterville, USA
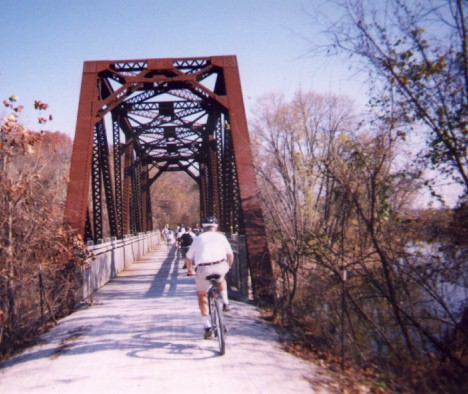
Katy-leden korsar en liten bäck på en bevarad järnvägsbro i Missouri, USA
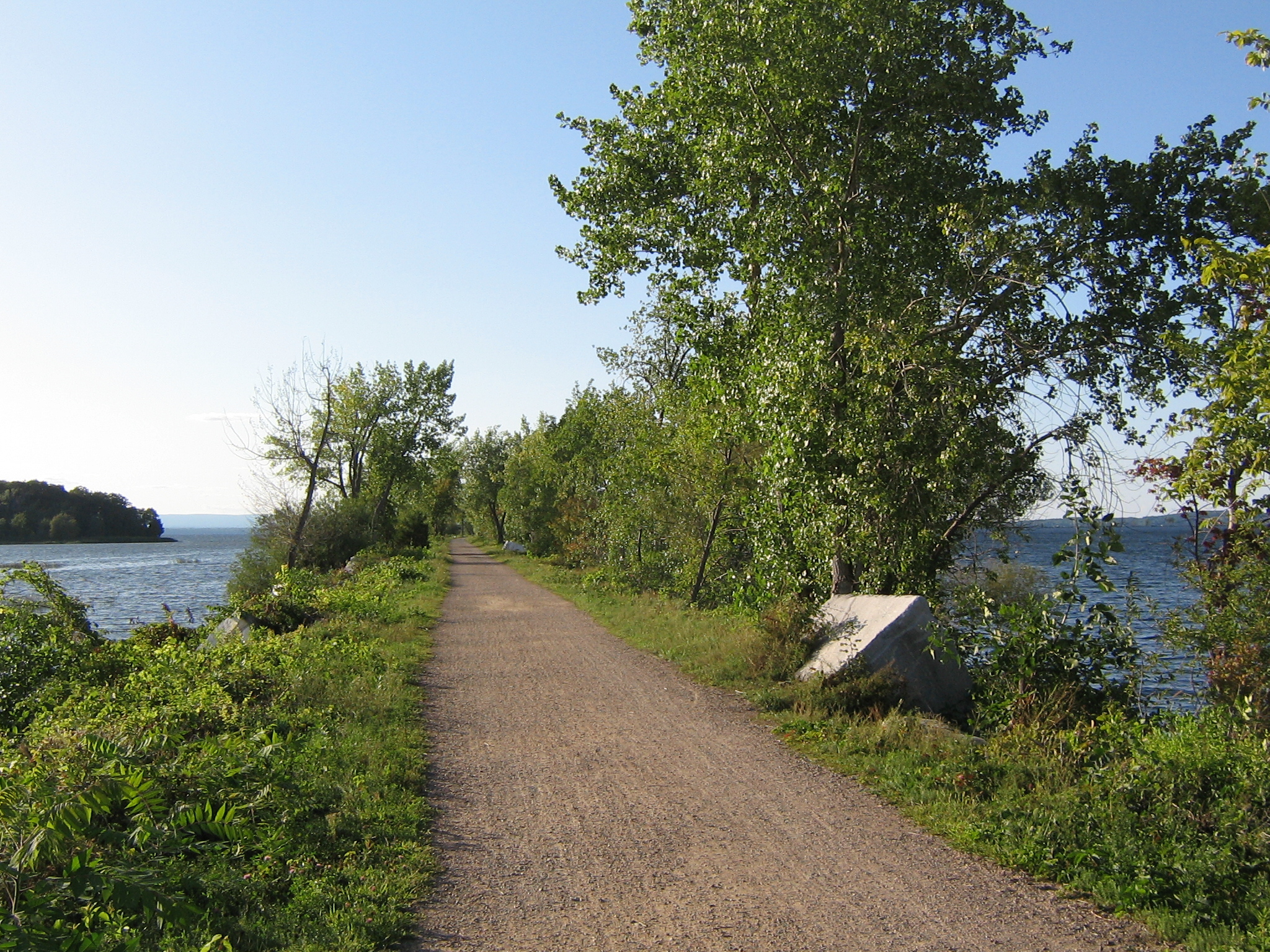
Denna gångbro bar en gång Rutlandjärnvägen över delar av Vermonts största sjö, Champlainsjön i USA